# Gruorn

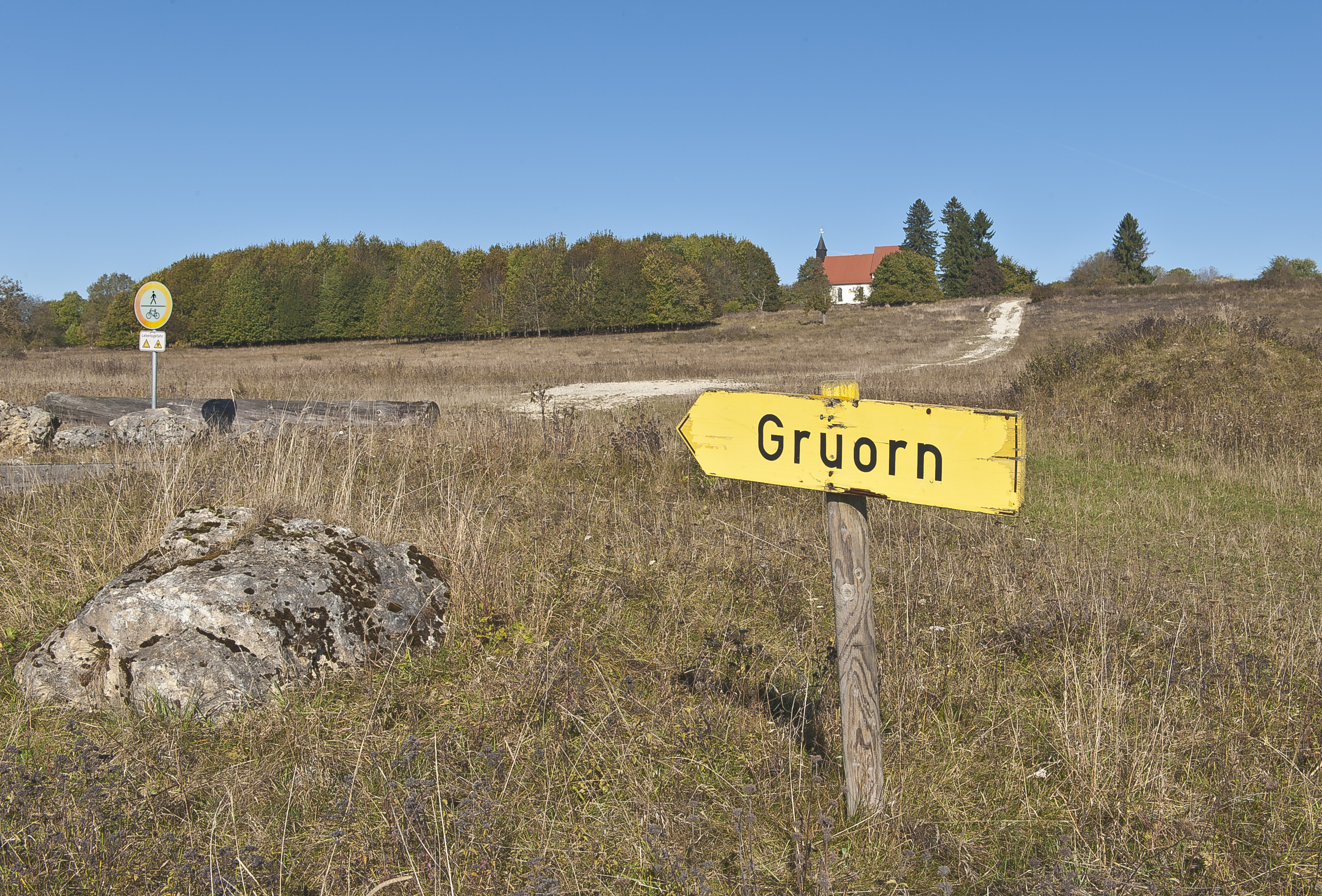
Gruorn

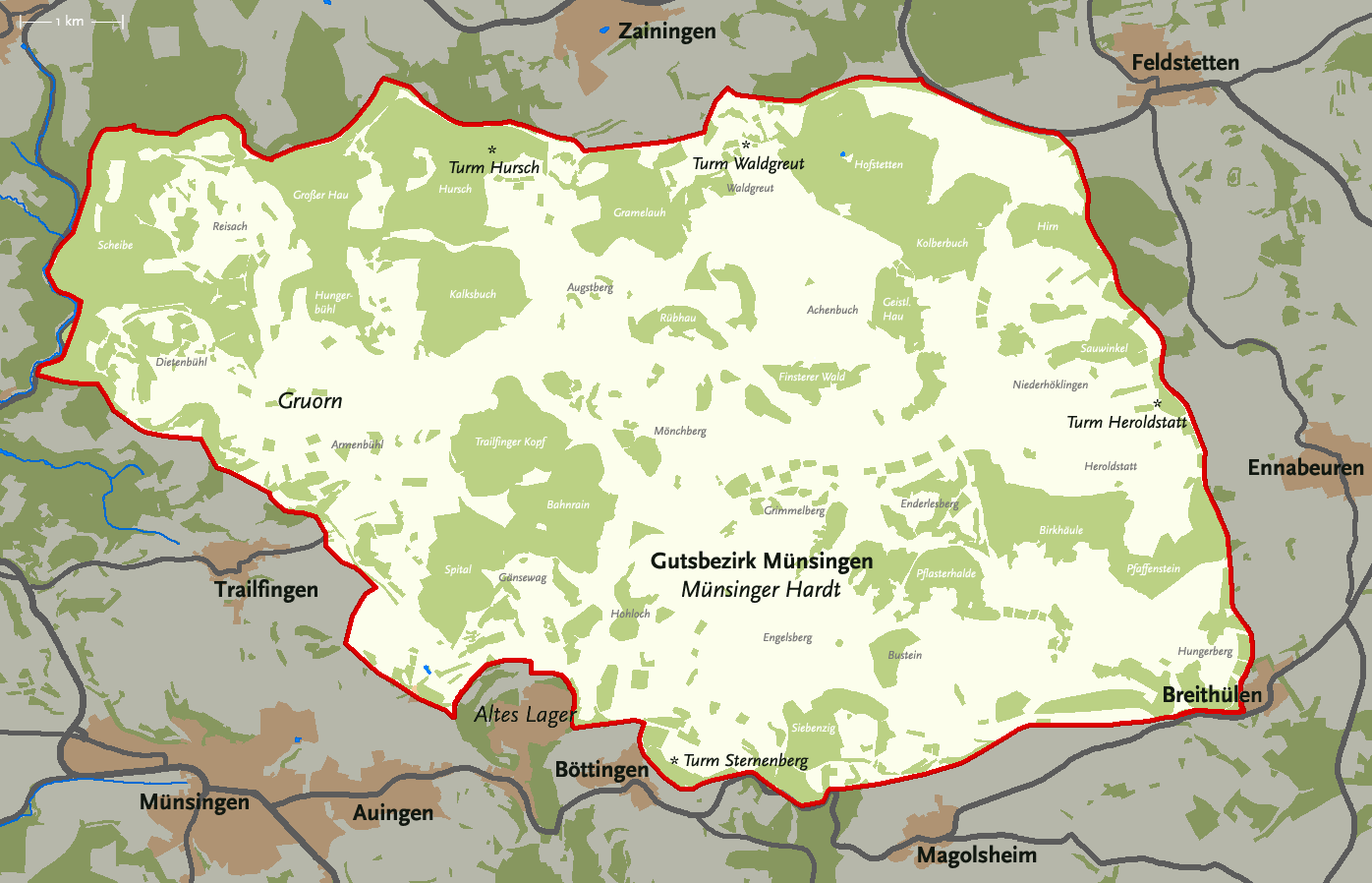
Lage von Gruorn im westlichen Teil des Gutsbezirks Münsingen

Gruorn ist eine bei Münsingen gelegene Wüstung auf der Schwäbischen Alb in Baden-Württemberg. Sie liegt auf einer Höhe von 790 Metern über dem Meer im Münsinger Hardt und ist Teil des Gutsbezirks Münsingen.

## Geschichte
Gruorn wurde erstmals um 1095 genannt und gehörte ursprünglich zum Oberamt Urach, ab 1934 Kreis Urach genannt. 1861 lebten 469 Einwohner im Ort – sie waren ausnahmslos evangelisch. Noch vor der 1938 erfolgten Aufteilung des Kreises Urach fiel am 15. Februar 1937 der Beschluss, die gesamte Markung Gruorn in den seit 1896 bestehenden Truppenübungsplatz Münsingen einzubeziehen, um diesen wie geplant erweitern zu können. 1938 kam Gruorn dann zum Landkreis Münsingen. Im Jahr darauf wurden die damals 665 Bewohner zwangsumgesiedelt. Im Mai 1939 war das Dorf weitgehend geräumt – dadurch wurde Gruorn weit über die Grenzen der Schwäbischen Alb hinaus bekannt. Das Gebiet um Gruorn gehört seit dem 10. April 1942 zum damals neugeschaffenen Heeresgutsbezirk Münsingen und ist damit ein sogenanntes gemeindefreies Gebiet.
Die Gebäude des Dorfes dienten nach der Entvölkerung als Kulisse für Häuserkampf-Übungen und wurden dem Verfall preisgegeben. „Nach 1953 gab die französische Kommandantur die Gebäude zur Materialentnahme frei, dabei wurden ganze Häuser komplett abgetragen und an einem anderen Ort wieder aufgebaut. Gruorn verfiel immer weiter. Aus Sicherheitsgründen mussten die Gebäude nach 1972 durch die Militärverwaltung bis auf die Grundmauern abgetragen werden.“
Nur die Stephanuskirche mit dem angeschlossenen Friedhof und dem Kriegerdenkmal, das Neue Schulhaus von 1881 und wenige weitere Grundmauern blieben erhalten und erinnern bis heute an das Dorf Gruorn. Seit 1968 finden dort einmal jährlich zu Pfingsten wieder regelmäßige Gottesdienste statt; später wurde den ehemaligen Bewohnern auch an Allerheiligen eine Rückkehr nach Gruorn gestattet. In den Jahren 1971 bis 1973 gelang es dem Komitee zur Erhaltung der Kirche in Gruorn, die über die Jahre stark verfallene Kirche wiederaufzubauen; auch die alten Gräber werden von den Mitgliedern des Vereins gepflegt. Die evangelische Stephanuskirche im heutigen Kirchenbezirk Bad Urach-Münsingen der Evangelischen Landeskirche in Württemberg wird 1095 erstmals genannt. Fresken von 1380 (1540 übertüncht) konnten bereits 1903 freigelegt werden. Vor allem die Gestaltung der zehn ausdrucksstarken Kirchenfenster mit Glasgemälden von Ursula Nollau prägt den kargen Kirchenraum. Besonders das nördliche Chorfenster verdeutlicht die auf Gruorn einwirkenden zeitgeschichtlichen Zusammenhänge mit dem Bibelzitat: Wie liegt die Stadt so wüste, die voll Volks war! So beginnen die Klagelieder des Jeremia (Klgl 1,1 ), in denen die Zerstörung Jerusalems und des Tempels (um 586 v. Chr.) besungen wird. - Der Kreuzkantor Rudolf Mauersberger (1889–1971) komponierte die danach geschaffene Trauermotette unter den Eindrücken der Zerstörung Dresdens im Zweiten Weltkrieg für den Dresdner Kreuzchor, ein A-cappella-Werk, entstanden am Karfreitag und -samstag 1945. Darin verarbeitete Mauersberger das ihn bestürzende Erlebnis des brennenden Dresden und der völlig zerstörten Stadt; den Text entnahm er den Klageliedern Jeremias. Die Uraufführung fand in der ausgebrannten Kreuzkirchen-Ruine Dresden am 4. August 1945 statt. Gerade auch mit diesen Fenstergestaltungen ist die Stephanuskirche Gruorn ein Mahnmal gegen Krieg und Zerstörung.
Nach der Auflösung des Truppenübungsplatzes Münsingen sind der Gutsbezirk Münsingen und damit auch das ehemalige Dorf Gruorn seit dem 13. April 2006 – nach knapp 67 Jahren – wieder der Öffentlichkeit zugänglich. Es wurde ein 35 Kilometer umfassendes Wegenetz freigegeben, auf welchem auch Gruorn aus verschiedenen Richtungen zu erreichen ist. Im Bereich der freigegebenen Wege wurden die Kampfmittelreste beseitigt; sie dürfen zu Fuß oder per Fahrrad benutzt werden. Das ehemalige Gruorner Schulhaus beherbergt heute eine Ausstellung über die Geschichte des Dorfes sowie eine Heimatstube genannte kleine Gaststätte mit angeschlossenem Biergarten. Ferner sind das ehemalige Dorf und seine Umgebung seit März 2008 Teil des neu eingerichteten Biosphärengebiets Schwäbische Alb.

## Straßennetz
Gruorn war ursprünglich von drei Seiten aus an das überörtliche Straßennetz angeschlossen. Neben den heute noch existierenden Verbindungen aus Richtung Münsingen beziehungsweise Trailfingen einerseits und aus Richtung Zainingen andererseits gab es ursprünglich noch eine dritte Zufahrtsstraße aus Richtung Seeburg. Dieser Albaufstieg zweigte circa zwei Kilometer nordwestlich von Seeburg von der heutigen Landesstraße 245 nach Hengen ab und heißt im Ortsbereich von Seeburg bis heute Gruorner Straße. Ferner gibt es sowohl in Münsingen als auch in Zainingen jeweils einen Gruorner Weg.
Darüber hinaus existiert auch im circa dreißig Kilometer entfernten Ehingen (Donau) eine Gruorner Straße, die jedoch in keinerlei geografischem Zusammenhang mit dem namensgebenden Ort steht. Jedoch befindet sie sich in einem Viertel von Ehingen, in welchem nach der Zwangsumsiedlung viele ehemalige Gruorner Bürger eine neue Heimat gefunden haben.

## Persönlichkeiten
- Friedrich von Schindler (1827–1900), württembergischer Oberamtmann und Kollegialdirektor

## Galerie

Die Wüstung Gruorn auf dem ehemaligen Truppenübungsplatz
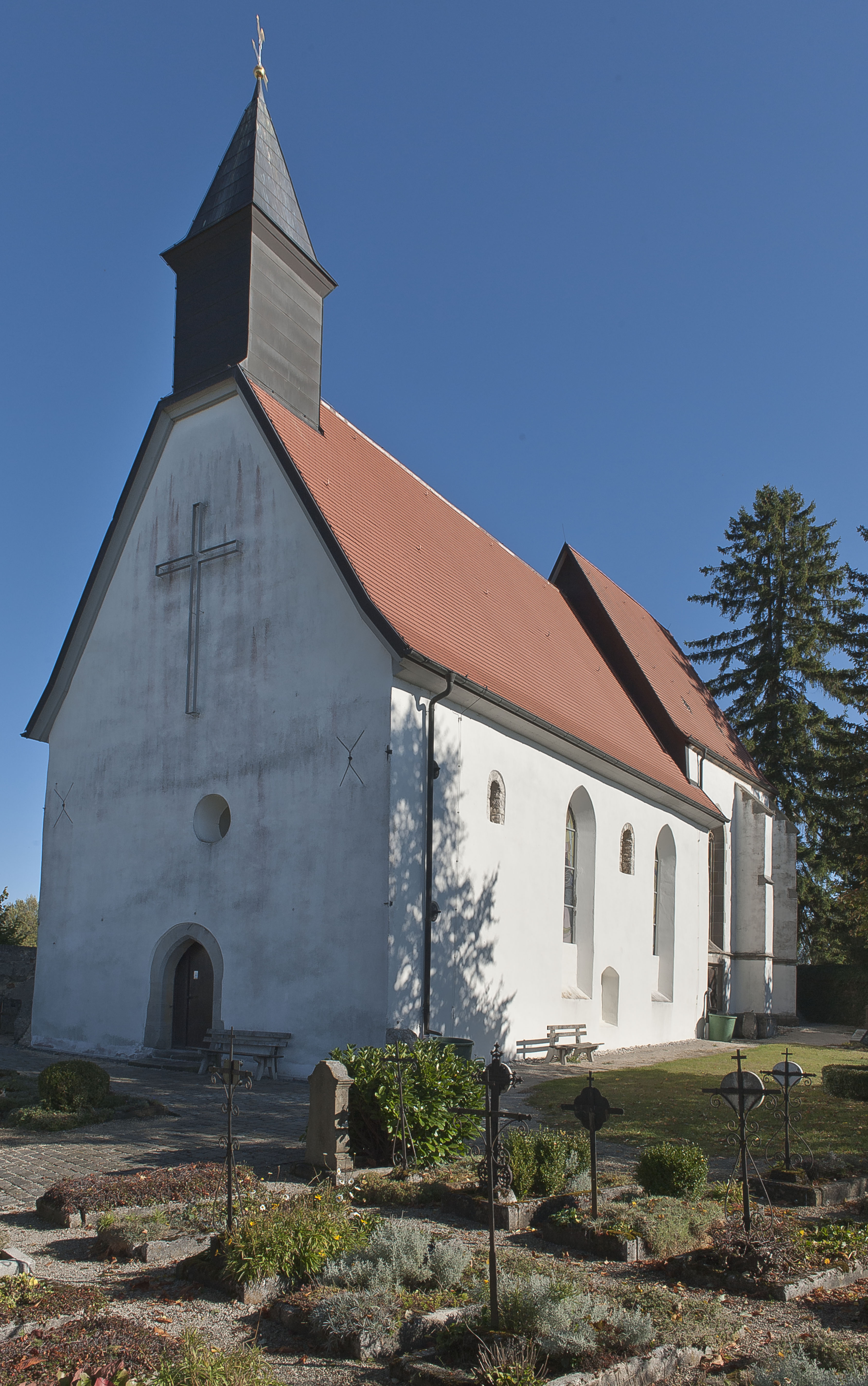
Stephanuskirche und Friedhof
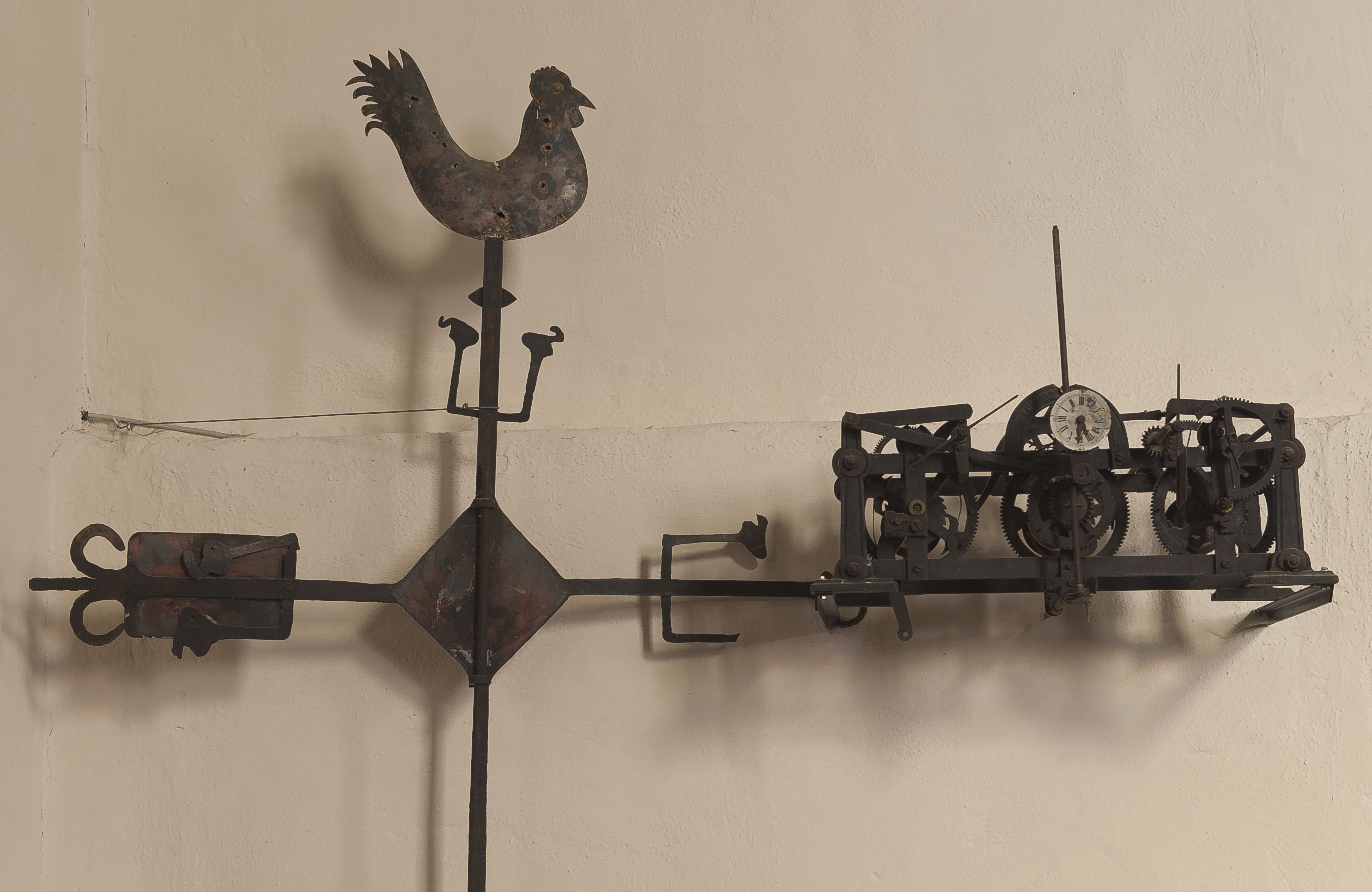
Wetterhahn und Turmuhrwerk, Stephanuskirche
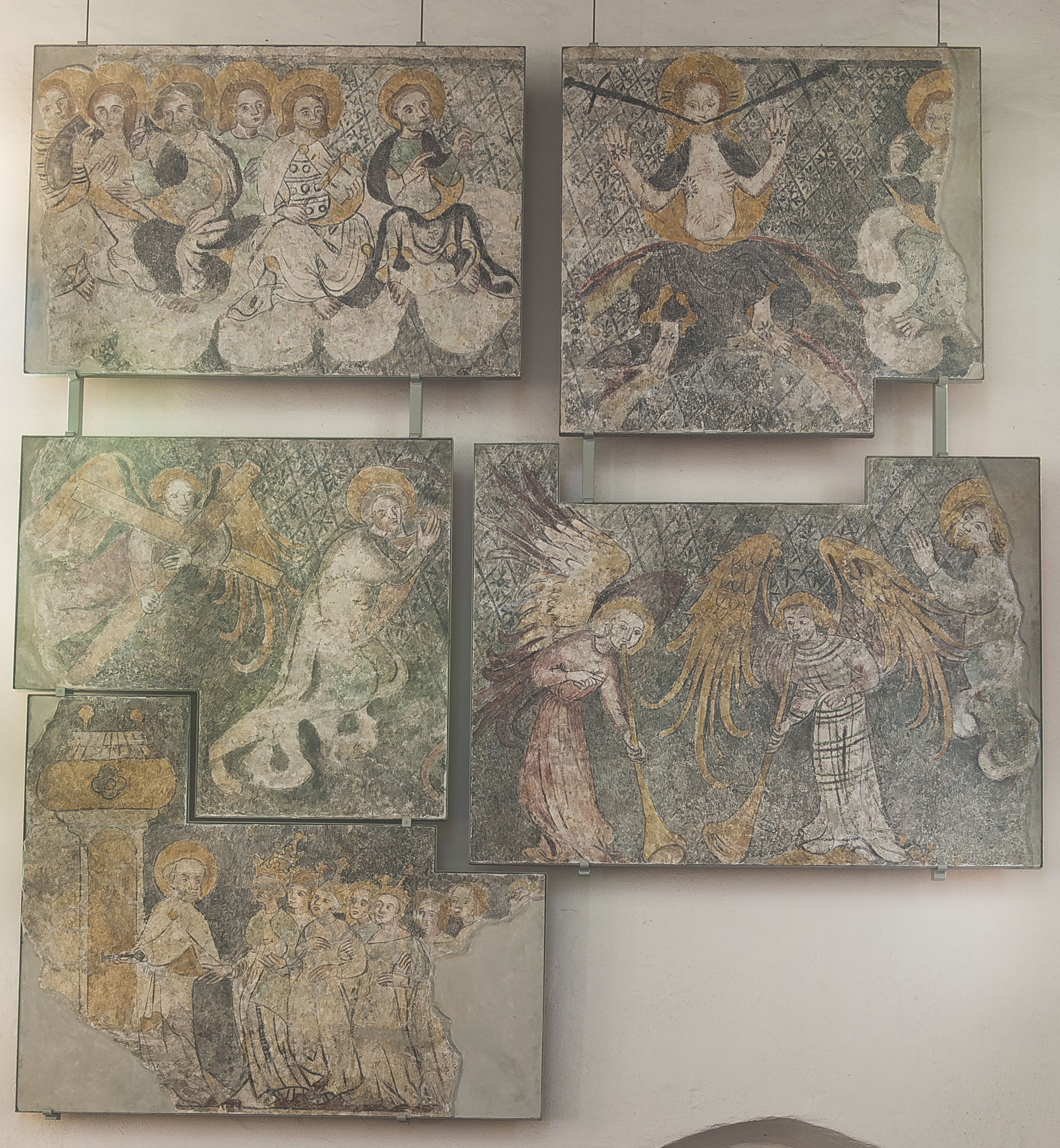
Fresken von ca. 1380, Stephanuskirche
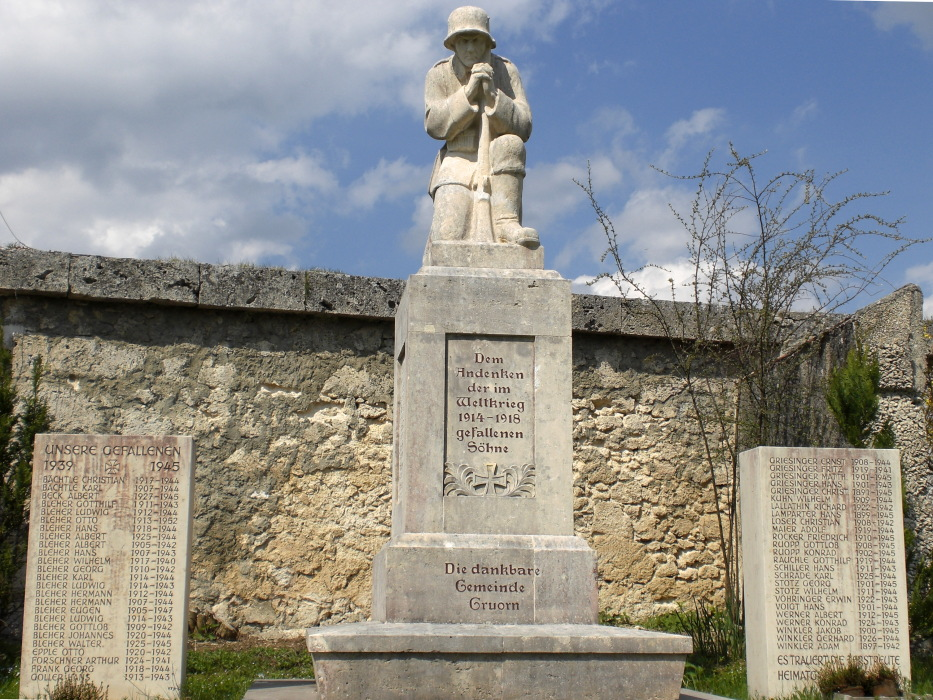
Kriegerdenkmal auf dem Friedhof
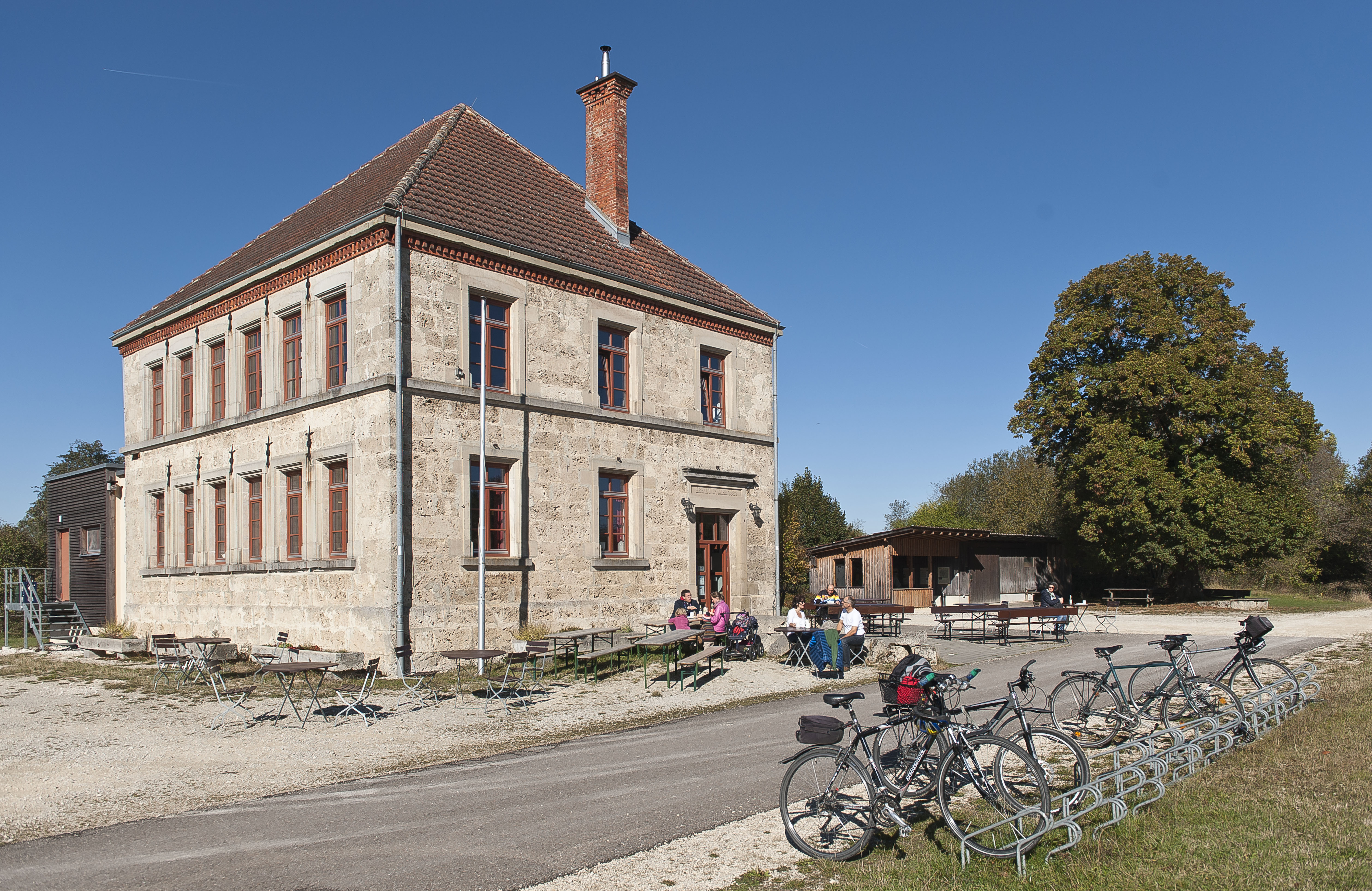
Ehemaliges Schulhaus
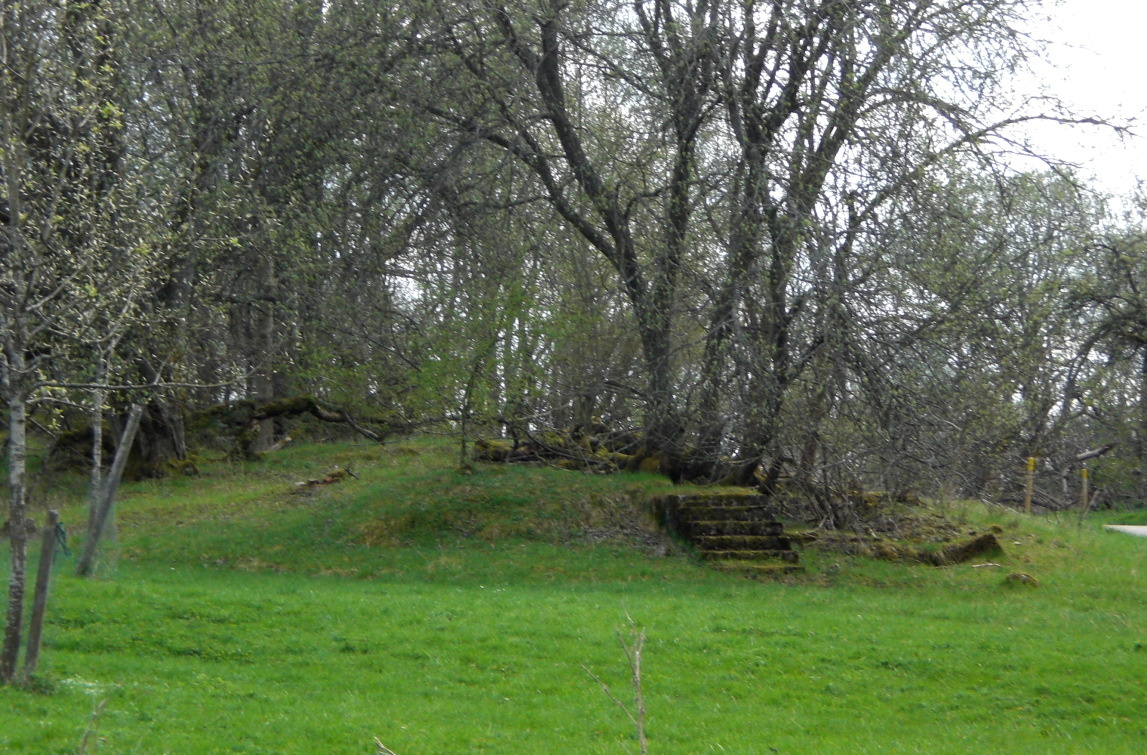
Grundmauern eines ehemaligen Gebäudes
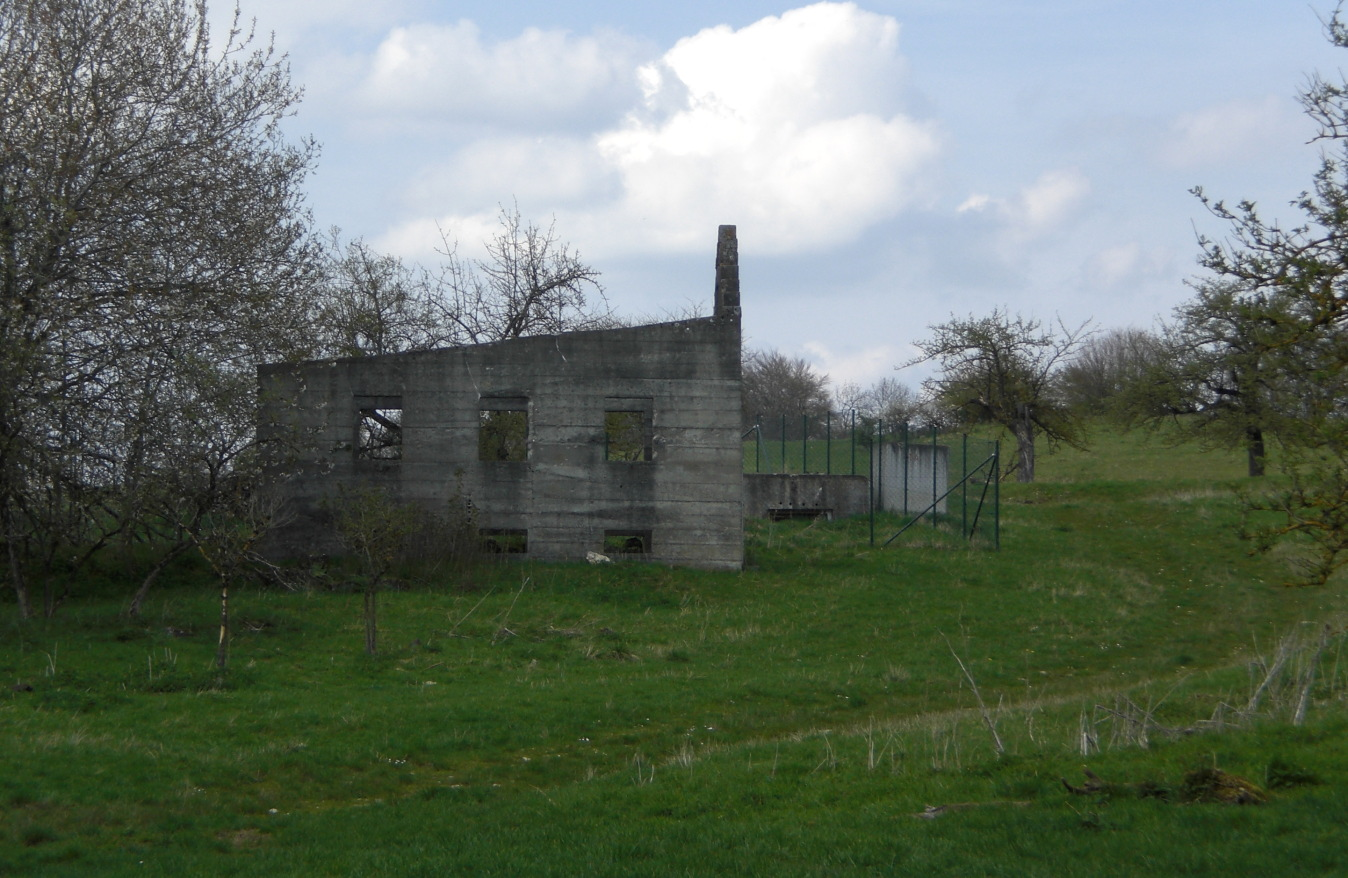
Ein zu militärischen Übungszwecken angelegter Betonbau
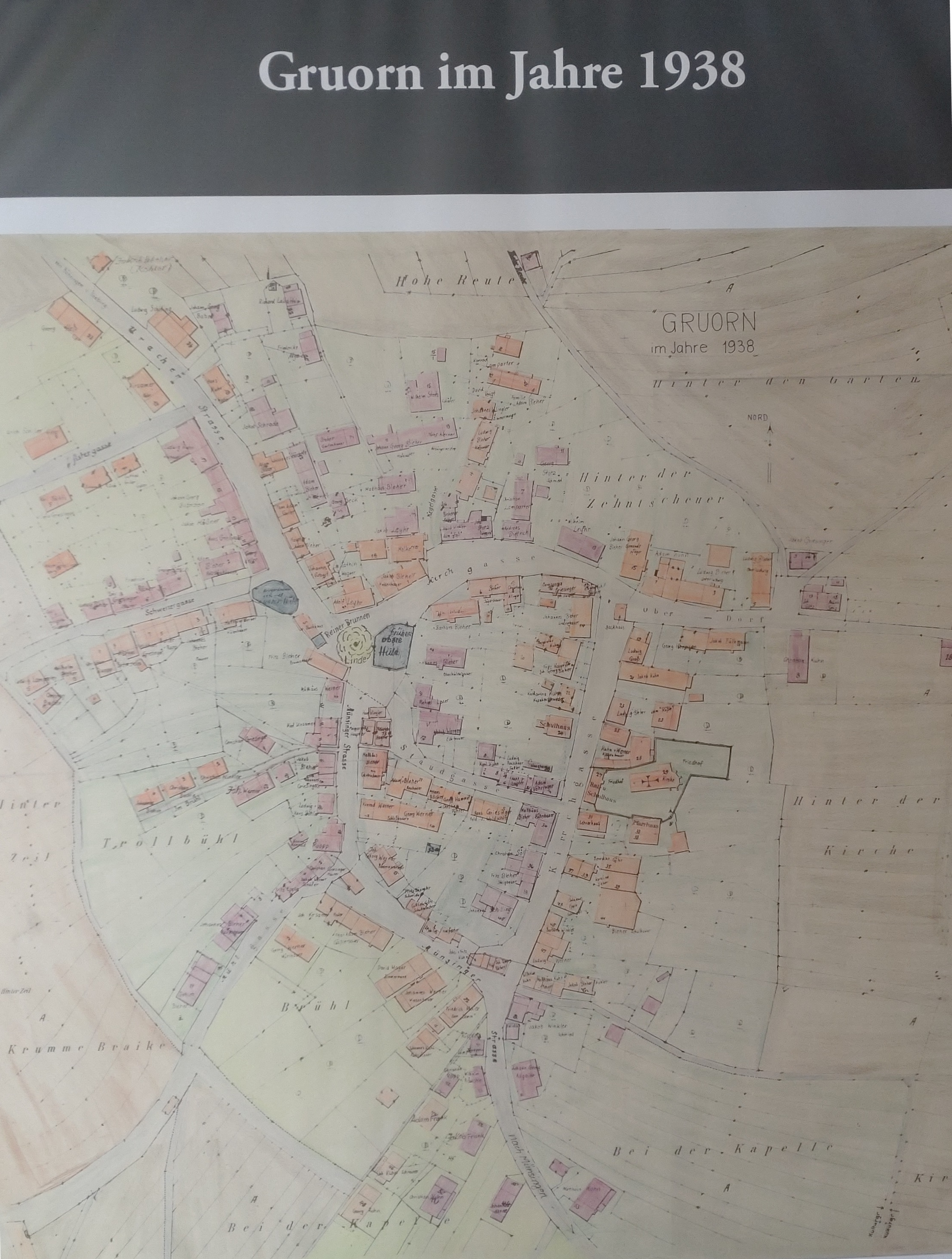
Lageplan von Gruorn 1938
Lage von Gruorn im Oberamt Urach, Gebietsstand zu Beginn des 19. Jahrhunderts
Die Gemarkung Gruorn und seine Nachbar-gemeinden um 1860
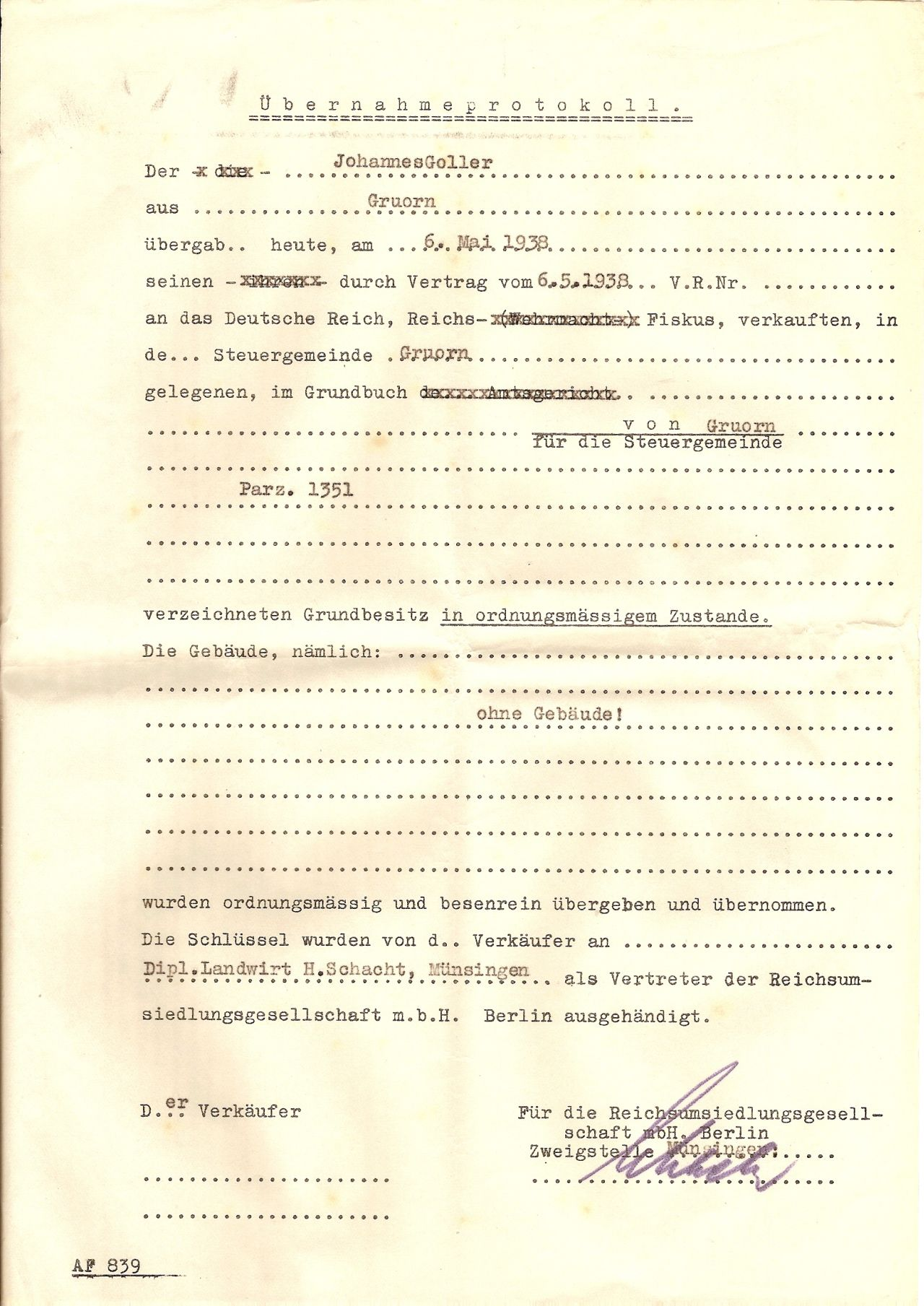
Übernahmeprotokoll eines Ackergrundstücks auf der Gemarkung Gruorn im Jahr 1938 durch die Reichsumsiedelungsges.
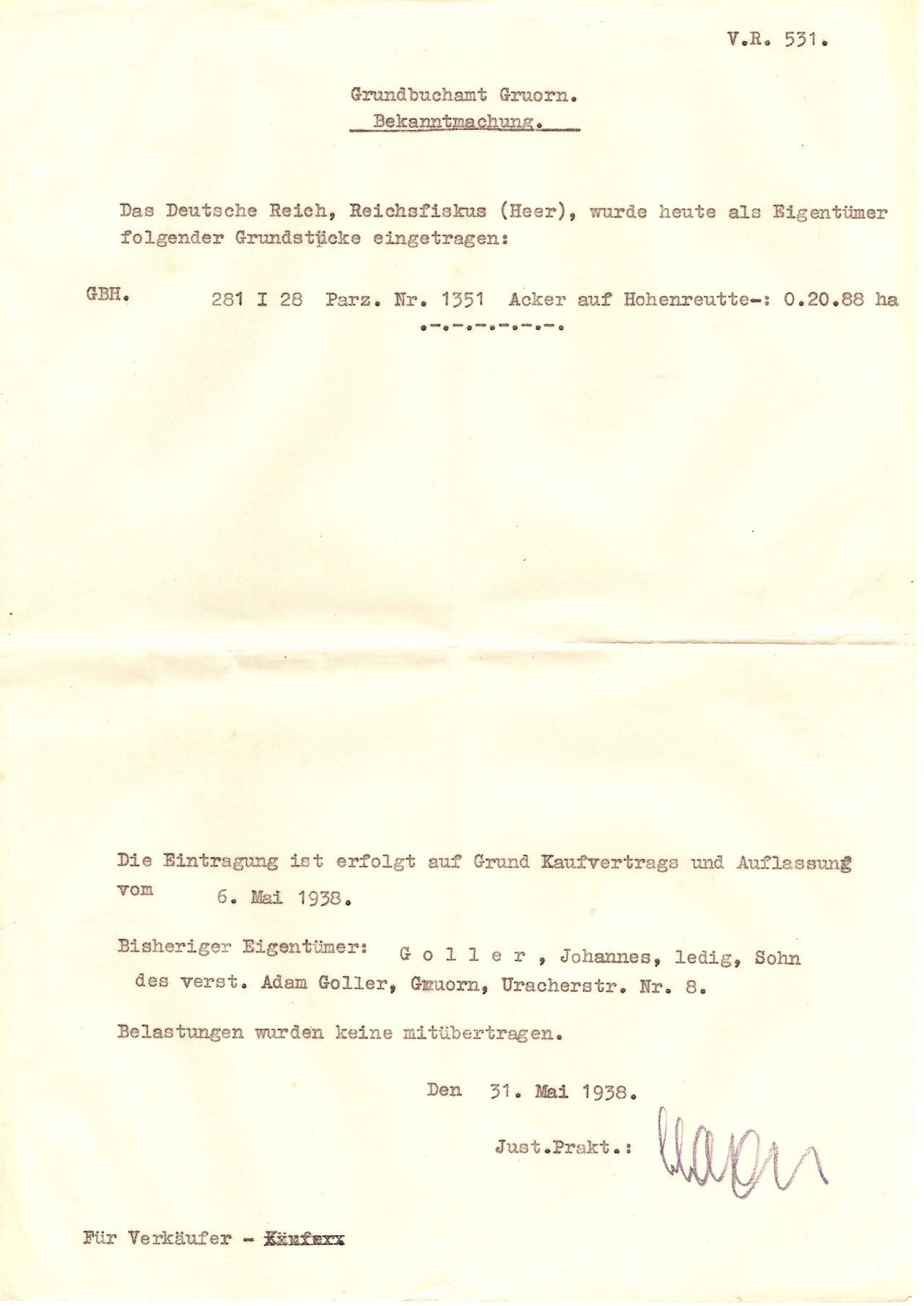
Bekanntmachung der Übernahme des Ackergrundstücks durch das Deutsche Reich
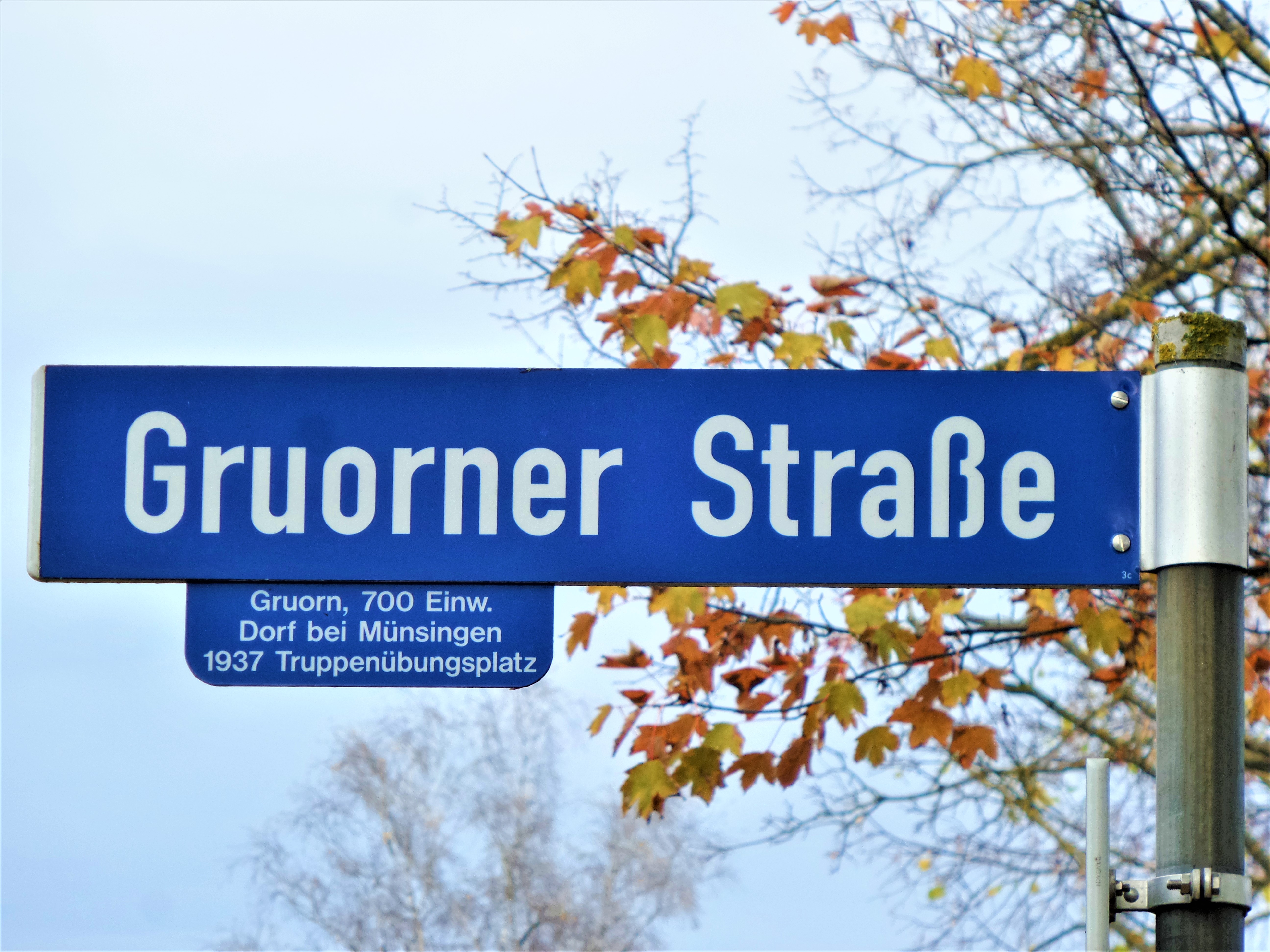
Gruorner Straße in Ehingen (Donau)